# Niterói

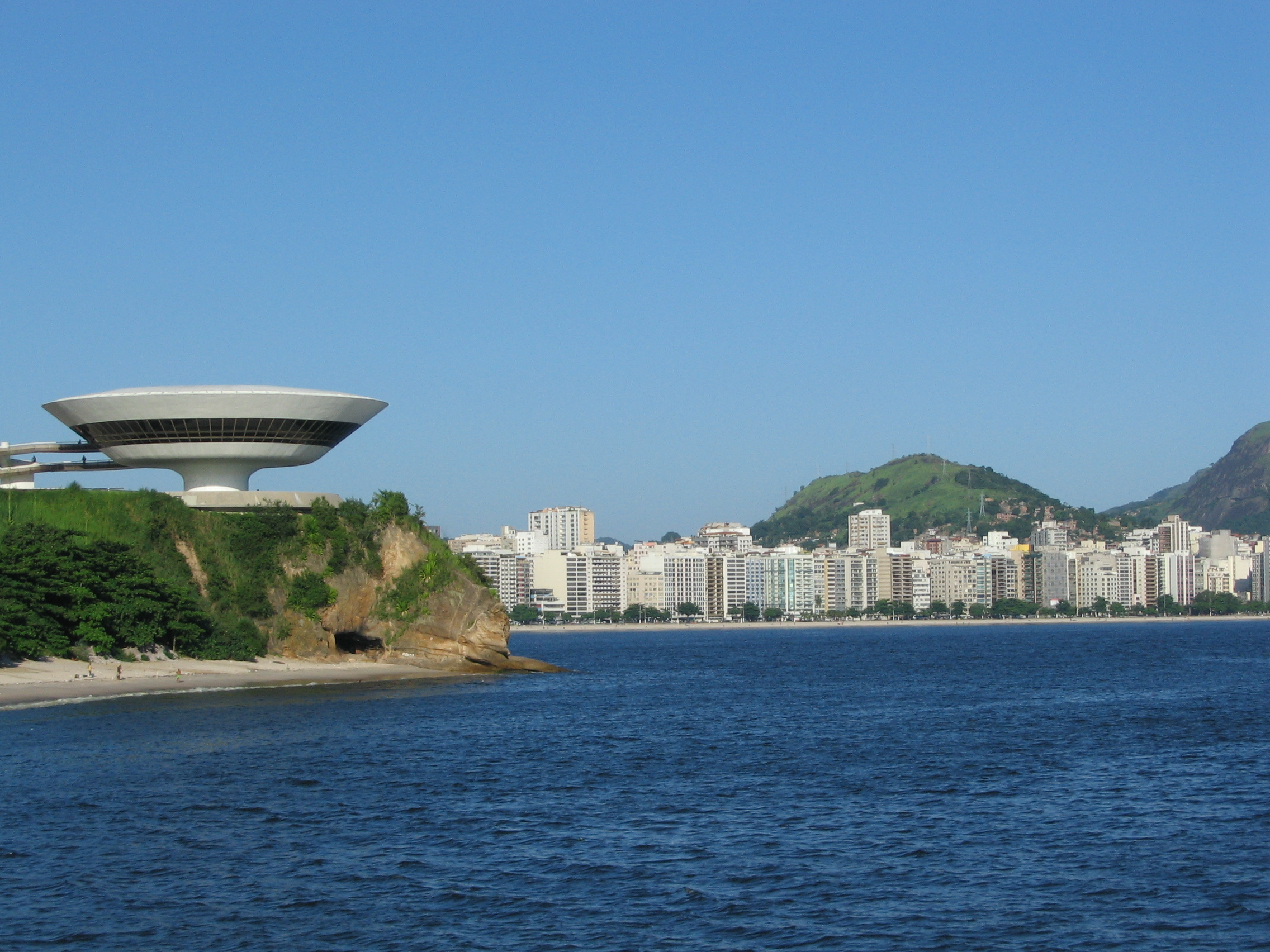
Blick von Rio de Janeiro auf Niterói mit dem Museu de Arte Contemporânea im Vordergrund

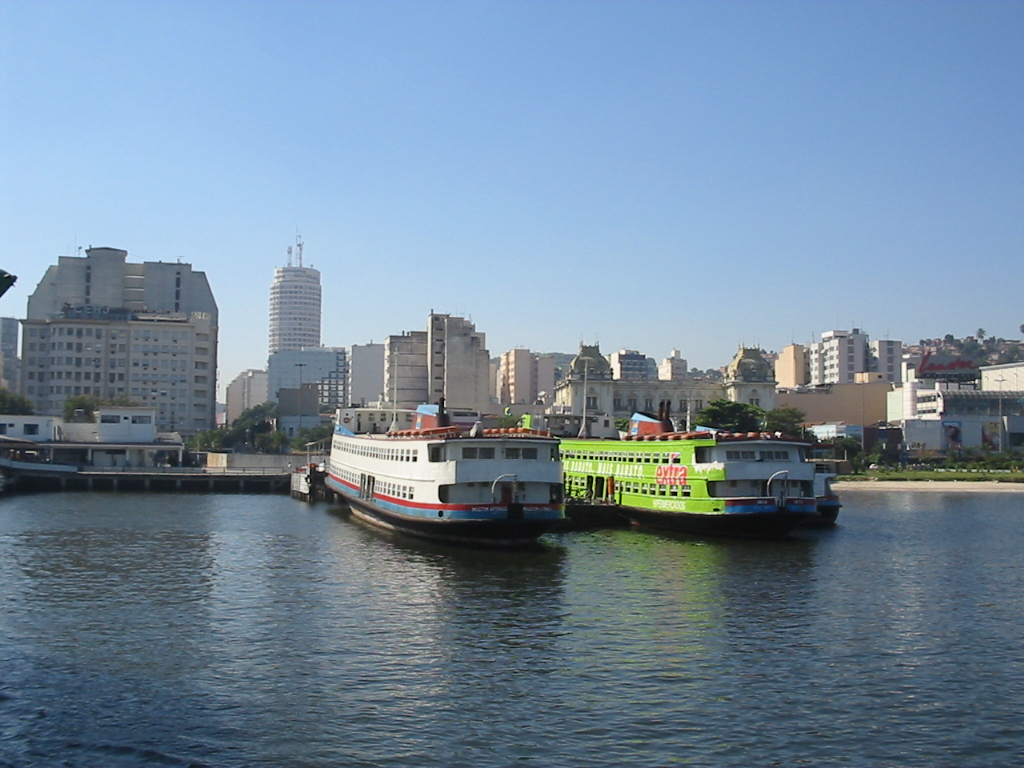
Fähranleger nach Rio de Janeiro im Stadtzentrum von Niterói

Niterói, amtlich portugiesisch Município de Niterói, ist eine Großstadt im brasilianischen Bundesstaat Rio de Janeiro. Sie hatte nach der Volkszählung 2010 eine Bevölkerung von 487.562 Einwohnern, die Bevölkerung wurde zum 1. Juli 2020 auf 515.317 Einwohner geschätzt, die auf einer Gemeindefläche von 133,757 km² leben und Niteroienser genannt werden. Niterói ist eine Art Satellitenstadt der Nachbarstadt Rio de Janeiro und gehört zur Metropolregion Rio de Janeiro. 

## Geschichte
Die Stadt wurde am 22. November 1573 durch den Tupí-Indio Araribóia gegründet (der später den Namen Martim Affonso de Souza bekam). Niterói ist die einzige brasilianische Stadt, die von einem Indio gegründet wurde.
Nach dem Krieg mit Frankreich um die Guanabara-Bucht erbat Araribóia vom Gouverneur Mem de Sá ein Stück Land, das er „Banda D’Além“ nannte („Land dahinter“). Seiner Bitte wurde entsprochen und das Dorf São Lourenço dos Índios, Niteróis erster Name, wurde geboren.
Im Jahr 1819 wurde das Dorf durch die Zentralregierung anerkannt und bekam den neuen Namen Vila Real da Praia Grande (königliche Stadt des langen Strandes). Der Ort umfasste damals nur den Bereich, in dem heute die Mitte von Niterói ist. Die Stadt wuchs über die damaligen Grenzen erst im späten 19. Jahrhundert hinaus, als es eine Straßenbahn gab, die die Expansion des städtischen Raums erlaubte. Im frühen 20. Jahrhundert begann in der Stadt die Industrialisierung.
In den Jahren 1834 bis 1975, als der heutige Bundesstaat Rio de Janeiro in zwei Staaten geteilt war, nämlich einerseits den Staat Rio de Janeiro und andererseits den Bundesbezirk bzw. ab 1960 den Staat Guanabara mit der damaligen Hauptstadt Rio de Janeiro, diente Niterói – mit einer Unterbrechung von 1894 bis 1903, als die Stadt Petrópolis die Hauptstadt des Bundesstaates war – als die Hauptstadt des Staates Rio de Janeiro. Am 15. März 1975 wurde der Staat Guanabara mit dem Staat Rio de Janeiro verschmolzen und neue Hauptstadt ist seitdem Rio de Janeiro.
Den Namen Niterói bekam die Stadt am 6. März 1835. Die ursprüngliche Schreibung war Nictheroy, dieser Name aus der Tupi-Sprache bedeutet „verstecktes Wasser“. Bei dieser Gelegenheit wurde der Ort, der bis dahin offiziell ein Dorf war, zur Stadt erhoben.
Am 17. Dezember 1961 ereignete sich in der Stadt ein Zirkusbrand. Bei einer von etwa 2500 Personen besuchten Vorstellung des Circus Grande Norte Americano fing das Zirkuszelt zu brennen an und stürzte zusammen. Es gab 323 Tote und 500 Verletzte. Die Untersuchung ergab später Brandstiftung durch unzufriedene Zirkusmitarbeiter. Zunächst wurde auch ein elektrischer Kurzschluss vermutet. Bis heute wird in Niterói diese Katastrophe totgeschwiegen.
Die Stadt liegt nur ca. 5 km Luftlinie von Rio de Janeiro entfernt und ist mit dieser durch die Rio-Niterói-Brücke und mit Fähren verbunden. Heute ist Niterói eine der brasilianischen Städte mit der besten Lebensqualität. Das Wahrzeichen der Stadt ist das Museu de Arte Contemporânea (MAC), ein Museum für zeitgenössische Kunst, welches vom Architekten Oscar Niemeyer entworfen wurde. Gemessen an der Anzahl touristischer Besucher im Bundesstaat steht Niterói an dritter Stelle.

## Stadtverwaltung
Von 1904 bis 1948 wurden die Bürgermeister (Intendenten und Präfektoren) ernannt, erster gewählter Stadtpräfekt wurde von 1948 bis 1950 José Inácio da Rocha Werneck. Die Exekutive nach der Kommunalwahl 2016 für die Amtszeit 2017 bis 2020 liegt bei dem Kommunal- und Landespolitiker Rodrigo Neves. Die Legislative liegt bei einem Stadtrat, der Câmara Municipal, aus 25 Stadtverordneten (vereadores) mit dem Präsidenten Paulo Roberto de Mattos Bagueira Leal.

## Stadtgliederung
Niterói ist in fünf Verwaltungsregionen, 19 Planungsunterregionen und 52 Bairros (Stadtviertel) gegliedert.

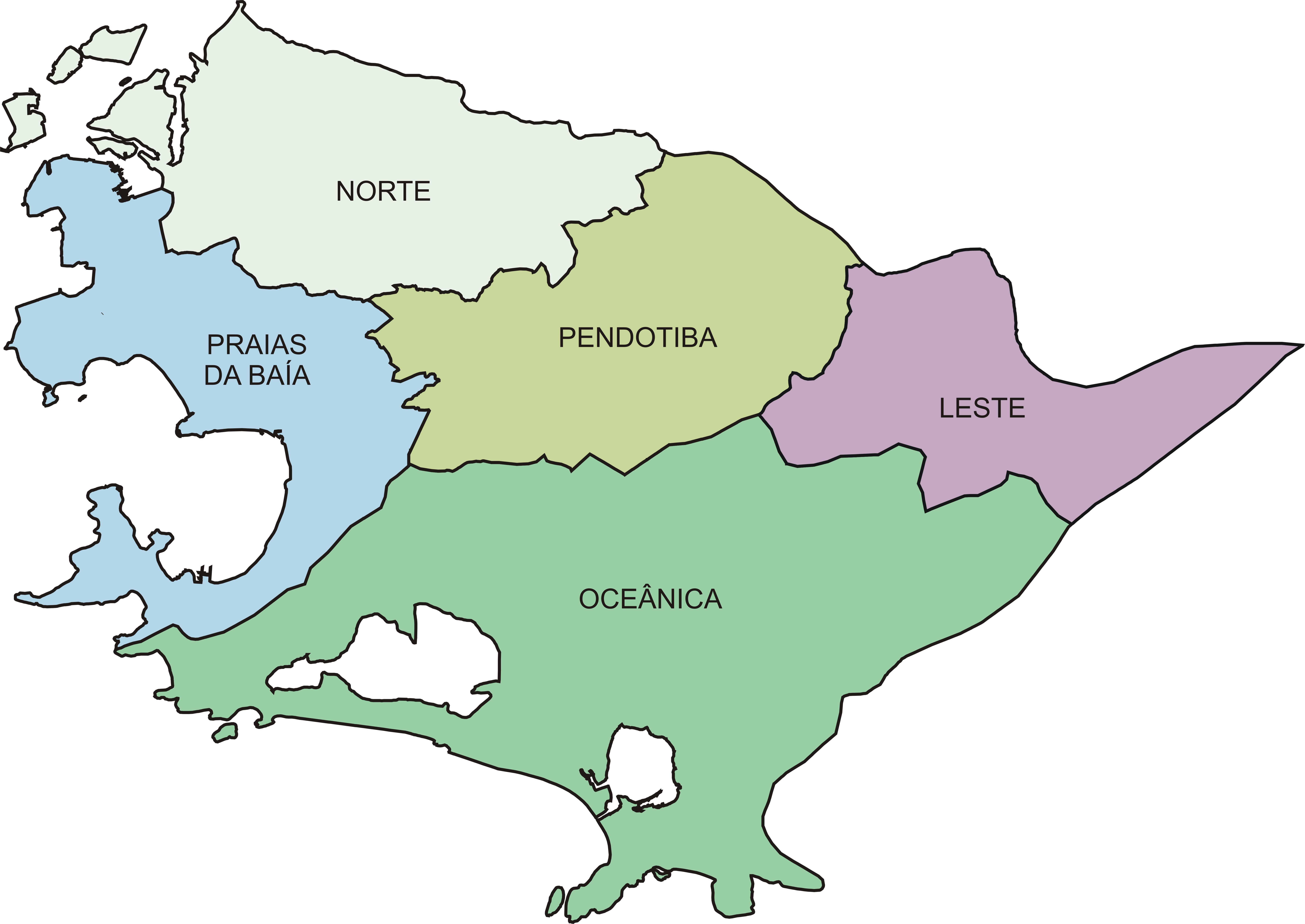
5 Verwaltungsregionen
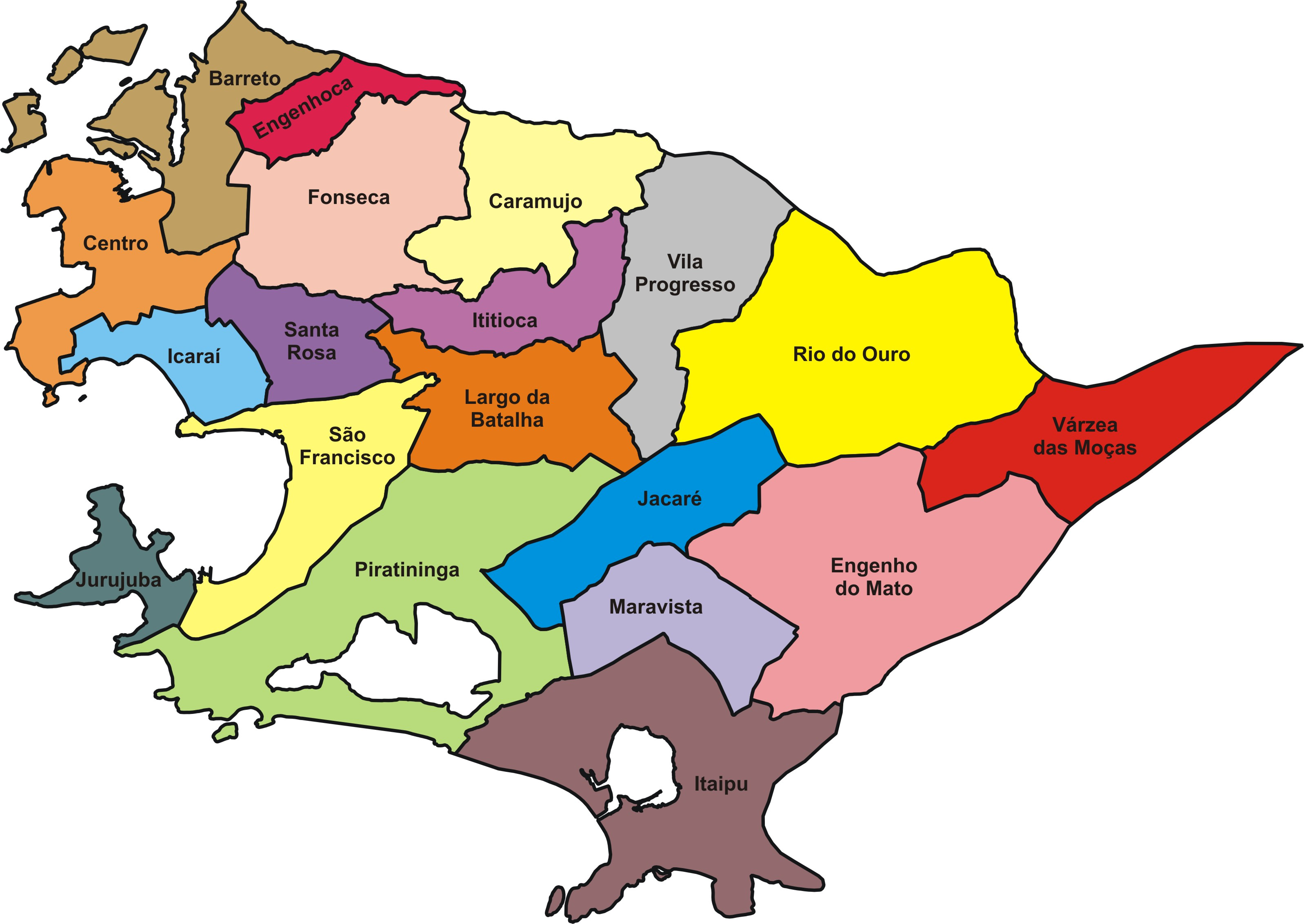
19 Subregionen
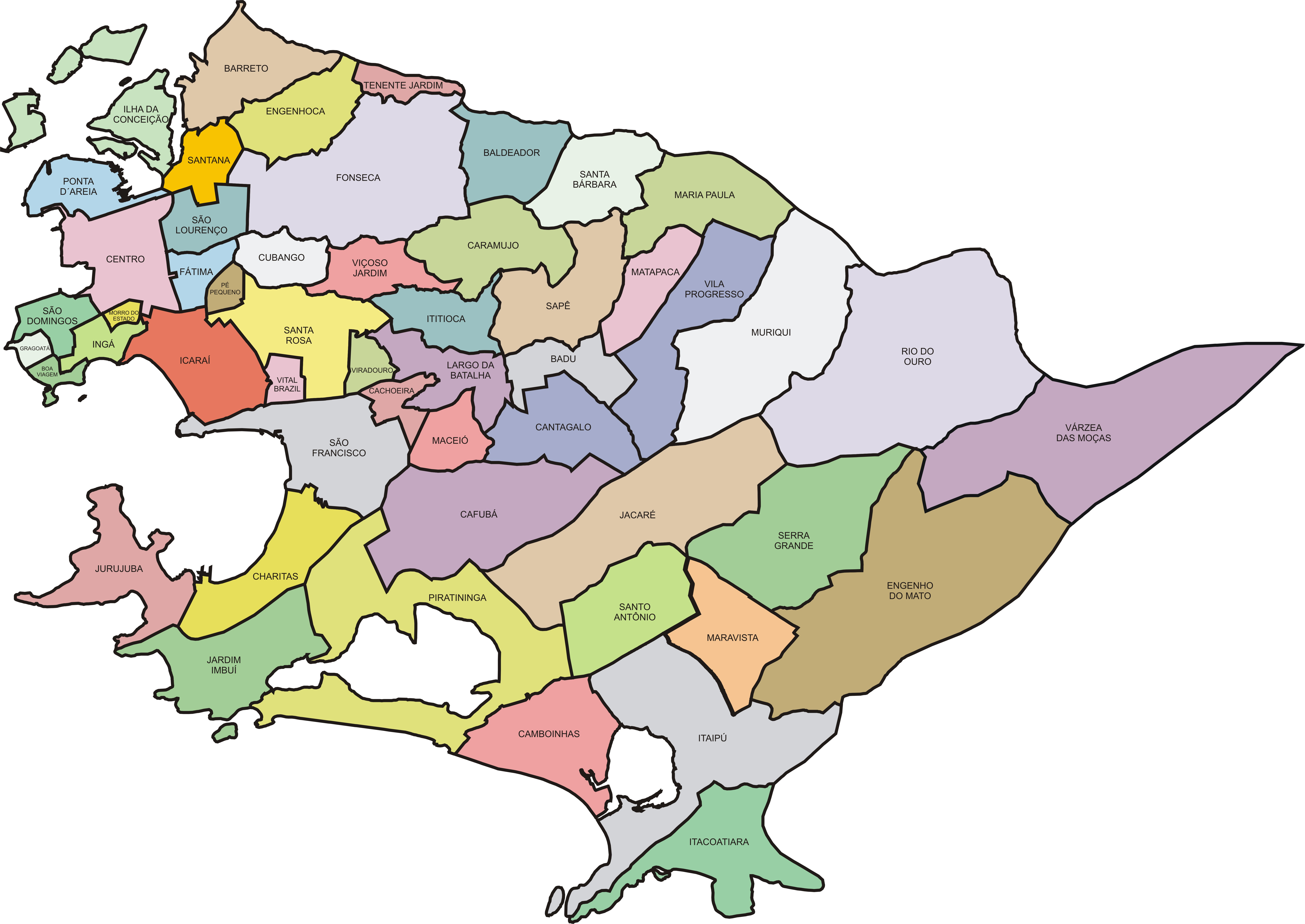
52 Bairros

## Strände in Niterói

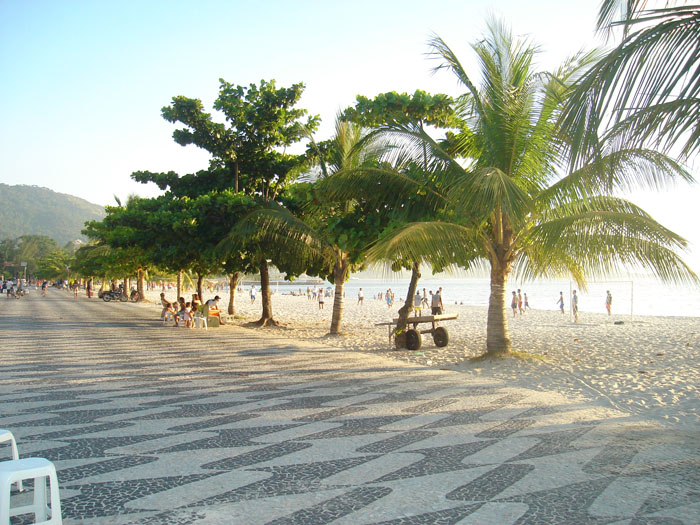
Promenade am Strand São Francisco

- Icaraí
- São Francisco (Saco ist veraltet)
- Itaipú
- Itacoatiara
- Piratininga

## Erzbistum Niterói
Das Erzbistum Niterói ist eine römisch-katholische Erzdiözese mit Sitz in Niterói.